# Pedro Paterno
Pedro Alejandro Paterno y de Debera Ignacio était un illustrado et homme politique philippin, ainsi qu’un écrivain et un poète. Il fut Premier ministre de la Première République des Philippines de mai à novembre 1899. Ses dates de naissance et de mort sont incertaines : certaines sources indiquent 17 février 1857 - 26 avril 1911, tandis que d’autres donnent 27 février 1857 - 11 mars 1911 ou 27 février 1858 - 11 mars 1911,.

## Biographie
Pedro Paterno était issu d’une famille de riches marchands mestizo de Santa Cruz à Manille. Il fut élevé dans un milieu privilégié et cultivé et reçut une solide éducation. De 1871 à 1880, il fit des études de droit en Espagne à l’université de Salamanque puis de Madrid, où il obtint un doctorat,. Il fut ensuite actif dans le domaine des lettres, publiant poésie (Sampaguitas y otras poesías varias), roman (Nínay) ou essai historique (La Antigua Civilización Tagala). Il côtoya des membres de la Propaganda comme José Rizal qui critiquait le modèle colonial espagnol et exaltait la civilisation philippine, sans toutefois rejoindre le mouvement.

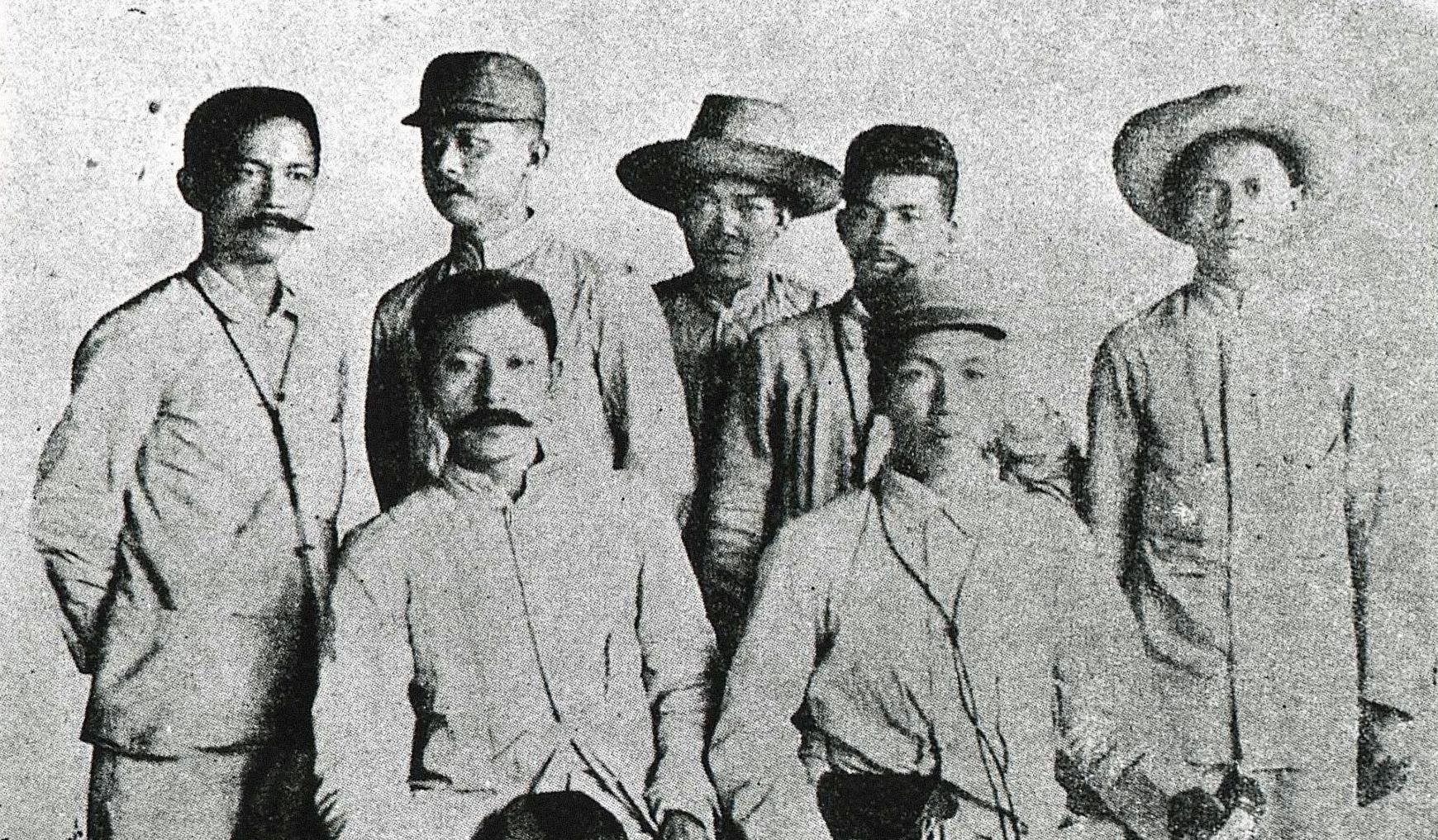
Pedro Paterno (au premier plan à gauche) et les principaux meneurs de la révolution, durant les négociations du pacte de Biak-na-Bato en 1897.

De retour aux Philippines, il prit en 1894 la tête de la Museo-Biblioteca de Filipinas (qui deviendra la bibliothèque nationale des Philippines),. Lorsque la révolution éclata en août 1896, de nombreuses perquisitions et arrestations eurent lieu parmi les dignitaires de Manille, et Paterno fut lui-même suspecté. Ces suspicions ressurgirent lors du procès de Rizal en décembre 1896 en raison de ses écrits sur la « civilisation tagalog ». En réalité, Paterno se tint à distance de la révolution, et il ne fut pas inquiété outre mesure en raison de ses relations amicales avec des dignitaires ou militaires espagnols de haut rang. En 1897, il fut choisi par le gouverneur général Fernando Primo de Rivera pour mener des négociations de paix avec les insurgés du Katipunan, alors commandés par Emilio Aguinaldo. Paterno négocia pendant près de cinq mois pour aboutir en décembre 1897 au pacte de Biak-na-Bato qui instaura un cessez-le-feu et l’exil à Hong-Kong des meneurs de la révolution,.
La trêve fut de courte durée, la révolution reprenant en 1898 en raison de l’intervention militaire américaine et du non-respect des clauses du pacte de Biak-na-Bato par les deux parties. Paterno prit initialement le parti des colons et œuvra pour rallier les Philippins aux Espagnols. Mais le conflit tournant à la déroute pour l’Espagne, il n’eut d’autres choix que de se rapprocher des révolutionnaires. Il fut élu président du congrès de Malolos de septembre 1898 à mai 1899, dont le but était de rédiger une constitution pour les Philippines. La Première République fut proclamée en conséquence le 23 janvier 1899, avec Emilio Aguinaldo comme président. Pedro Paterno en devint le second Premier ministre (après Apolinario Mabini, l’un des pères de la constitution) du 8 mai au 13 novembre 1899.
Les États-Unis ayant déclaré leur intention de coloniser les Philippines à la suite du traité de Paris, les dirigeants philippins se divisèrent entre les partisans d’une ligne dure et ceux d’une ligne pacifique. Paterno faisait partie de ces derniers, appelant à discuter avec les Américains pour établir une sorte de protectorat sur les Philippines. Cependant, les négociations patinèrent et les tensions augmentant, la guerre devint inévitable ; Paterno, en tant que Premier ministre, dut signer à contrecœur un appel à la résistance armée.
Durant la guerre américano-philippine, il dut fuir les combats à Manille comme d’autres dirigeants, puis fut capturé le 25 avril 1899 à Benguet et emprisonné. Il fut amnistié après avoir prêté allégeance aux États-Unis, et fut élu en 1907 membre de la première Assemblée philippine instaurée par la nouvelle administration.
Il rédigea aussi quelques nouvelles dans les dernières années de sa vie, ainsi que ses mémoires sur le pacte de Biak-na-Bato,. Il mourut en 1911 du choléra.

## Famille
Il était le fils de Maximo Molo Paterno et de Carmen de Vera Ignacio,. Il fut marié à Luisa Pineyro, qui mourut le 27 novembre 1897.

## Héritage

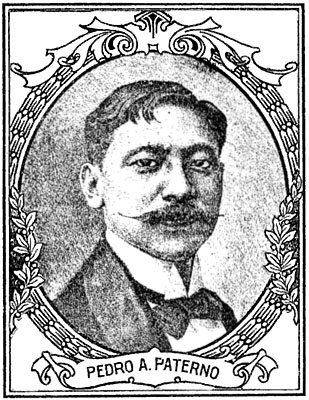
Portrait de Pedro Paterno.

Pedro Paterno a laissé une trace controversée dans la mémoire philippine. Il est populairement décrit comme l’un des plus grands traitres (balimbing, « retourneur de veste » en tagalog) de l’histoire philippine en raison de ses changements de camp (d’abord pro-espagnol, puis pro-révolutionnaire, et enfin pro-américain),. Ses essais historiques et ethnologiques sont de nos jours considérés comme largement fantaisistes,, et en son temps même ses écrits n’étaient pas tenus en haute estime. Cette réputation négative a longtemps conduit les historiens à ignorer l’œuvre de Paterno, qui est redécouverte et analysée à partir des années 2000 pour comprendre la tension à la fin du XIXe siècle entre hispanité et civilisation philippine en devenir,. Ses mémoires sur le pacte de Biak-na-Bato restent importantes car elles constituent un point de vue alternatif à ceux d’Aguinaldo et de Primo de Rivera qui publièrent leurs propres mémoires.
Il est l’auteur du premier roman philippin de l’histoire, Nínay, paru en 1885,,.

## Distinction
- Grand-Croix de l’Ordre d’Isabelle la Catholique[4].